# سهامونگکل فیلم اینترنشنال
سهامونگکل فیلم اینترنشنال (تایلندی: บริษัท สหมงคลฟิล์ม จำกัด) شرکت فیلم‌سازی تایلندی است، که در سال ۱۹۷۰ تأسیس شد.